# Ribes pseudofasciculatum
Ribes pseudofasciculatum är en ripsväxtart som beskrevs av Kin Shen Hao. Ribes pseudofasciculatum ingår i släktet ripsar, och familjen ripsväxter. Inga underarter finns listade i Catalogue of Life.